# Missile mer-sol balistique stratégique
Pour les articles homonymes, voir missile (homonymie).
Un missile mer-sol balistique stratégique (MSBS), en anglais : Submarine Launched Ballistic Missile (SLBM), est un missile balistique dont l'ogive contient une ou plusieurs têtes nucléaires. Il est lancé par un sous-marin nucléaire lanceur d'engins (SNLE) en plongée. Ce type de missiles arme les forces nucléaires stratégiques ; il constitue, dans les doctrines de dissuasion nucléaire, l'arme de seconde frappe ou de rétorsion.

## Lancement d'un missile balistique par sous-marin
Construire un missile balistique est complexe. Le lancer sous l’eau ajoute une autre complexité.
À l’évidence le missile balistique ne s’allume pas dans le tube dans lequel il a été placé : il détruirait le sous-marin. Il en est donc éjecté par une forte pression de gaz à la façon d’une cartouche de fusil de chasse qui propulse ses plombs (le missile balistique) hors du canon (le tube). La partie propulsive de la « cartouche » est appelée « générateur de gaz ».
La profondeur d'immersion du sous-marin à laquelle il va lancer le missile en allumant le générateur de gaz est définie par deux contraintes :
a/ tiré verticalement, le missile balistique subit de plein fouet l’écoulement transversal de l’eau le long du sous-marin (schéma ci-contre). Pour que l'écoulement soit le plus faible possible le sous-marin doit avoir une vitesse presque nulle. Or un sous-marin à vitesse très faible se pilote difficilement. D’autant plus difficilement qu’il est proche de la surface où les effets de la houle sont perturbateurs et importants. Le sous-marin aurait donc intérêt à naviguer à une profondeur d'immersion la plus élevée possible.
b/ plus le missile est tiré loin de la surface, plus le missile balistique dont la vitesse verticale est faible même avec un générateur de gaz puissant, est perturbé dans son parcours sous marin. L’écoulement de l’eau, même très faible, le fait pencher. Sous l’effet de la houle, il perd son équilibre et va sortir de l’eau avec une forte inclinaison. Corriger cette inclinaison doit se faire dès que possible. L'allumage du premier étage déclenche le redressement, avec un grand débattement de la tuyère[pas clair]. La consommation de propergol utilisée pour redresser le missile balistique réduit son autonomie. Le redressement est donc mesuré ; avec l'allumage du premier étage le plus tôt possible.
Le processus est généralement le suivant : Le tube est obturé par une membrane en caoutchouc, prédécoupée pour être convenablement déchirée par le missile balistique quand il sort du tube.
La porte étanche ferme par le dessus. Elle est résistante à la pression de la mer (schéma ci-contre, a). 
Avant le lancement, sont mis en pression simultanément :
- avec un gaz neutre, la partie du tube située sous la membrane (donc : le missile balistique) ;
- avec l’eau de la mer, la partie supérieure de la membrane.

Ces deux pressions (schéma b) sont calculées pour être égales et pour correspondre à la pression de la mer à la profondeur d'immersion à laquelle se situe le sous-marin. La membrane est donc équilibrée (pression de la mer au-dessus, pression de gaz égale en dessous). Elle interdit à l’eau de mer d’envahir le tube lance-missile.
Au moment du lancement, sous la pression des gaz, le missile balistique monte en déchirant la membrane. Il quitte le tube et se dirige vers la surface.
La mise à feu du premier étage se fait sous la mer après avoir vérifié que la tuyère débat correctement et, surtout, que le missile balistique s’est suffisamment éloigné du sous-marin, ce que calcule sa centrale à inertie. Ainsi se corrige la verticalité du missile balistique vers la fin du parcours sous-marin.

## Missiles par pays

### Allemagne

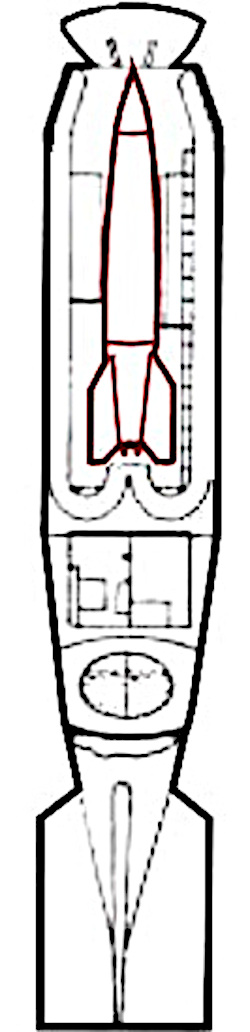
Schéma d'une fusée V-2 en position de lancement dans la barge sous-marine remorquée « Prüfstand XII ». Notez la salle de contrôle et le stockage d'oxygène liquide sous la fusée

La première conception pratique d'une plate-forme de lancement de missiles balistiques sous-marine a été développée par les Allemands vers la fin de la Seconde Guerre mondiale. Il s'agissait d'un tube de lancement contenant une variante du missile balistique V-2 et remorqué derrière un sous-marin, connu sous le nom de code « Prüfstand XII ».
Selon Walter Dornberger, « les fusées fonctionnaient sous l'eau ». Au cours de l'été 1942, sous la direction d'Ernst Steinhoff, Pennemünde travailla sur des lancements en mer, soit à partir de supports de lancement sur le pont d'un sous-marin immergé, soit à partir de flotteurs remorqués. Dornberger résuma ainsi les lancements à une profondeur de 9 à 15 mètres : « Quel spectacle stupéfiant que de voir ces vingt fusées à poudre lourde s'élever soudainement, avec un fracas et un rugissement, des eaux calmes de la Baltique. »[réf. souhaitée]
Après la guerre, les ingénieurs qui avaient travaillé dessus ont été envoyés travailler pour les États-Unis (Opération Paperclip) et pour l'Union soviétique (Opération Osoaviakhim) sur leurs programmes SLBM. Ces systèmes et d'autres premiers SLBM nécessitaient que les navires soient en surface lorsqu'ils tiraient des missiles, mais les systèmes de lancement ont été adaptés pour permettre le lancement sous-marin dans les années 1950-1960. Un sous-marin converti du Projet 611 (classe Zulu-IV) a lancé le premier SLBM au monde, un R-11FM (SS-N-1 Scud-A, variante navale du SS-1 Scud) le 16 septembre 1955.
Cinq sous-marins supplémentaires du projet V611 et AV611 (classe Zulu-V) sont devenus les premiers sous-marins lanceurs de missiles balistiques (SSB) opérationnels au monde avec deux missiles R-11FM chacun, entrant en service en 1956-1957.

### France

Missiles M45 et M51 dans des coques de SNLE (à gauche) et de SNLE-NG (à droite)

Plusieurs générations de missiles stratégiques se sont depuis succédé, ils équipent les sous-marins nucléaires lanceurs d’engins (classe Le Redoutable puis classe Le Triomphant) de la Force océanique stratégique :
- le M-1 est le premier missile de ce type construit en France. Sa réalisation est décidée par le gouvernement français en 1963; il entre en service en 1971.
- le M-2 de portée accrue à partir de 1974 ;
- le M-20 doté d'une charge mégatonnique entre 1976 et 1985 ;
- le M-4 plus volumineux, à trois étages au lieu de deux et porteur de têtes multiples, en service entre 1987 et 2005[4] ;
- le M-45 en service depuis 1997[4] ;
- le M-51, opérationnel depuis 2010[4].

### États-Unis et Grande-Bretagne

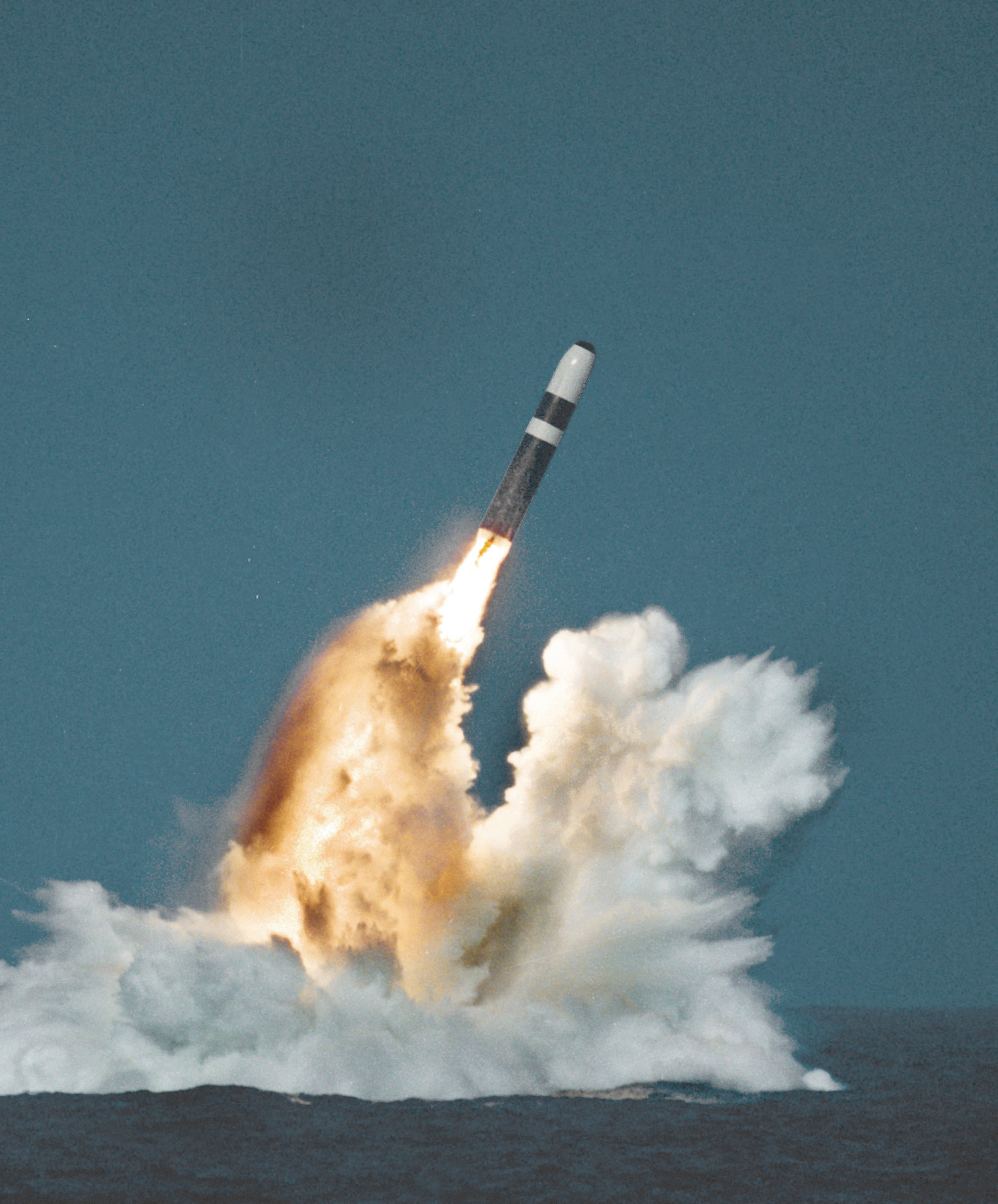
Départ d’un Trident.

- Missile Polaris
- Missile Poseidon
- Missile Trident

### URSS puis Russie
L'URSS eu un maximum de 940 de ces missiles en service dans la marine soviétique durant la guerre froide. En 2011, la marine russe en déploie 160.
- R-11FM (code OTAN : SS-1C Scud)
- R-13 (SS-N-4 Sark)
- R-21 (SS-N-5 Sark)
- R-27U Zyb (SS-N-6 Serb)
- R-29 Vysota (SS-N-8 Sawfly)
- R-31 (en) (SS-N-17 Snipe)
- R-29R Volna (SS-N-18 Stingray)
- R-29RM Shtil (SS-N-23 Skiff)
- R-39 Taifun (SS-N-20 Sturgeon)
- R-39M Grom (SS-N-28)
- R-30 Boulava (SS-N-30)

### République populaire de Chine
- JL-1
- JL-2

### Inde
- K-15 Sagarika
- K-4 (en)
- K-5

### Corée du Nord
- KN-11

### Corée du Sud
- Hyunmoo 4-4

## Liste des missiles
| nom local          | nom OTAN           | pays         | dépl. | ogives | charge     | masse | propulsion         | portée    | Précision | tir      |
| ------------------ | ------------------ | ------------ | ----- | ------ | ---------- | ----- | ------------------ | --------- | --------- | -------- |
| UGM-27 Polaris     | UGM-27 Polaris     | USA et G.-B. | 1960  | 1      | 600 kt     | 13 t  | sol. et sol.       | 1 850 km  | 1 800 m   | submergé |
| R-13               | SS-N-4 Sark        | URSS         | 1961  | 1      | 1 Mt       | 14 t  | hyp.               | 600 km    | 1 800 m   | surface  |
| R-21               | SS-N-5 Sark        | URSS         | 1963  | 1      | 1 Mt       | 19 t  | hyp.               | 1 400 km  | 1 800 m   | surface  |
| R-27               | SS-N-6 Serb        | URSS         | 1969  | 1      | 1 Mt       | 14 t  | hyp.               | 2 400 km  | 1 100 m   | submergé |
| M-1                |                    | France       | 1971  | 1      | 1 Mt       | 20 t  | sol. et sol.       | 3 000 km  | n/d       | submergé |
| UGM-73 Poseidon    | UGM-73 Poseidon    | USA          | 1972  | 10     | 50 kt      | 30 t  | sol. et sol.       | 4 600 km  | 550 m     | submergé |
| R-29               | SS-N-8 Sawfly      | URSS         | 1974  | 1      | 1–1.5 Mt   | 33 t  | hyp. et hyp.       | 7 800 km  | 900 m     | submergé |
| M-20               |                    | France       | 1977  | 1      | 1.2 Mt     | 20 t  | sol. et sol.       | 3 000 km  | 1 000 m   | submergé |
| UGM-96 Trident I   | UGM-96 Trident I   | USA          | 1979  | 8      | 100 kt     | 33 t  | sol., sol. et sol. | 7 400 km  | 380 m     | submergé |
| R-29R              | SS-N-18 Stingray   | URSS         | 1979  | 7      | 100 kt     | 35 t  | hyp. et hyp.       | 6 500 km  | 900 m     | submergé |
| R-39               | SS-N-20 Sturgeon   | URSS         | 1983  | 10     | 100 kt     | 90 t  | hyp., hyp. et hyp. | 8 250 km  | 500 m     | submergé |
| M-4                |                    | France       | 1985  | 6      | 150 kt     | 35 t  | sol., sol. et sol. | 4 000 km  | 500 m     | submergé |
| R-29RM             | SS-N-23 Skiff      | URSS         | 1986  | 4      | 100 kt     | 40 t  | hyp. et hyp.       | 8 300 km  | 500 m     | submergé |
| JL-1               | CSS-N-3            | Chine        | 1988  | 1      | 200–300 kt | 15 t  | sol. et sol.       | 1 700 km  | 300 m     | submergé |
| UGM-133 Trident II | UGM-133 Trident II | USA et G.-B. | 1990  | 6      | 300–475 kt | 59 t  | sol., sol. et sol. | 11 000 km | 120 m     | submergé |
| M-45               |                    | France       | 1997  | 6      | 110 kt     | 35 t  | sol., sol. et sol. | 6 000 km  | 350 m     | submergé |
| M-51               |                    | France       | 2010  | 10     | 100 kt     | 56 t  | sol., sol. et sol. | 10 000 km | 200 m     | submergé |